# Ján Mucha
Ján Mucha (Cirókabéla, 1982. december 5. –) szlovák válogatott labdarúgó, edző.

## Sikerei, díjai
- Žilina
  - Szlovák bajnok: 2002–03, 2003–04
  - Szlovák szuperkupagyőztes: 2003, 2004

- Legia Warszawa
  - Lengyel bajnok: 2005–06
  - Lengyel kupagyőztes: 2007–08
  - Lengyel szuperkupagyőztes: 2008

- Slovan Bratislava
  - Szlovák kupagyőztes: 2016–17

## Külső hivatkozások
- Ján Mucha a national-football-teams.com honlapján